# Stella Siemens

Una stella siemens.

Una Stella Siemens è uno strumento usato per testare la risoluzione ottica d'uno strumento ottico, stampanti e schermi. Consiste di un modello di "raggi" su uno sfondo scuro, partenti da un centro comune che si ingrandiscono avvicinandosi ai bordi.
Teoricamente i raggi si incontrerebbero solo al centro esatto della stella; i raggi e gli spazi si restringono man mano che ci si avvicina al centro, ma non toccano mai tranne che al centro. Quando stampato o visualizzato su un dispositivo con risoluzione limitata, tuttavia, i raggi sembrano toccarsi ad una certa distanza dal centro. 

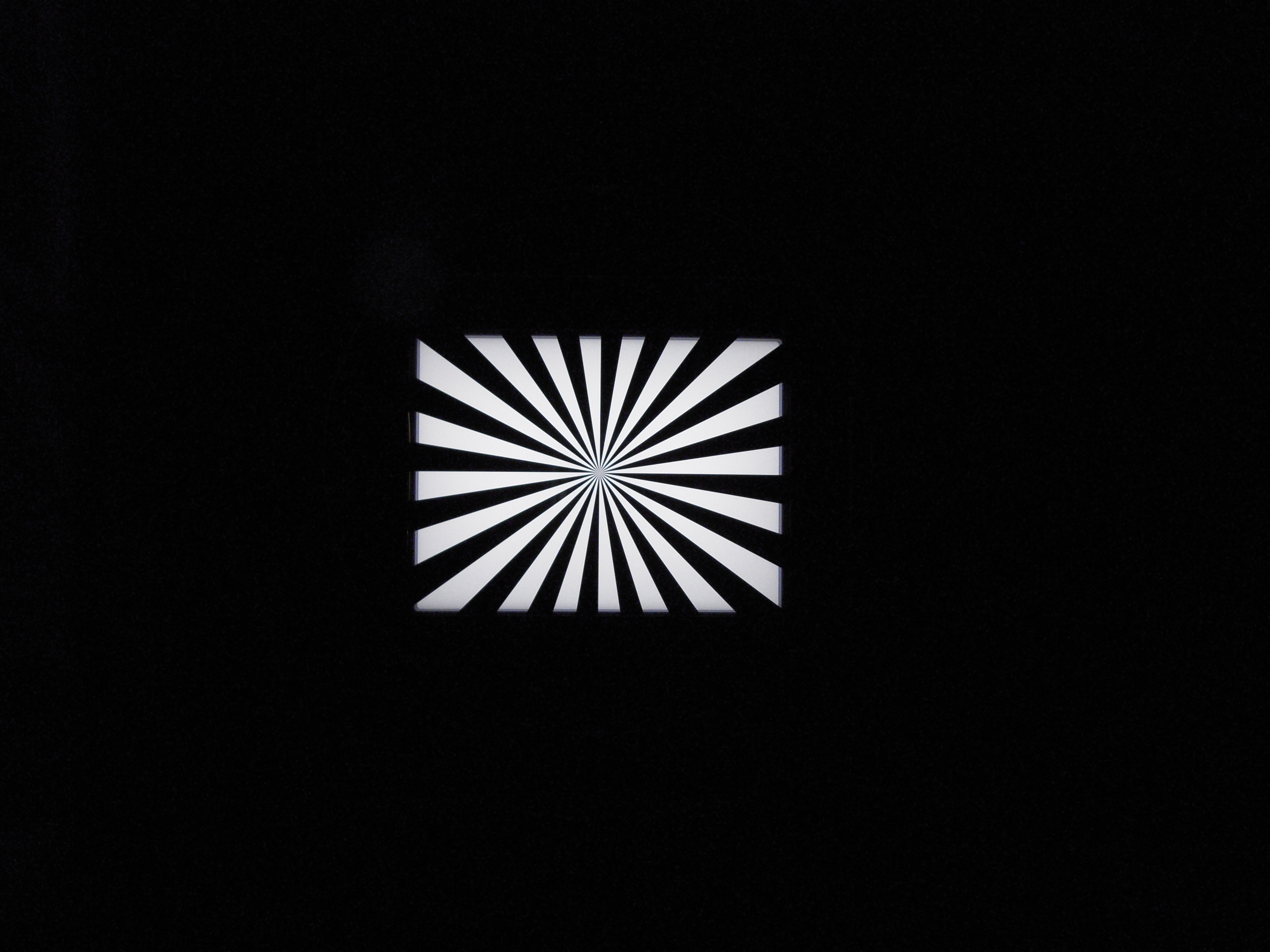
Un filtro a grafico di Simens in un collimatore, usato per la calibrazione della messa a fuoco automatica in una fotocamera digitale.

Lo spazio più piccolo visibile è limitato dal punto più piccolo punto di inchiostro che stampante può produrre, rendendo la stella Siemens uno strumento utile per confrontare la risoluzione di due stampanti (in DPI).
Analogamente, si può usare per testare la risoluzione ottica di una macchina fotografica fotografando una stella Siemens stampata ad alta risoluzione e confrontando fotografie di diverse macchine fotografiche per vedere quale mantiene il dettaglio maggiore al centro. 
Nel campo della produzione video, dove viene spesso chiamato "grafico di messa a fuoco posteriore", la stella Siemens è ampiamente utilizzato per regolare la messa a fuoco posteriore delle lenti rimovibili. È utilizzato anche nel corso di film o riprese video per aiutare la messa a fuoco in situazioni particolari.
La stella Siemens è simile alla raggiera utilizzata come sfondo nella progettazione grafica, come nella bandiera della marina giapponese. Sono utili nel disegno di un occhio in un punto del foglio.